# 李刚 (1926年)
李刚（1926年3月—2022年2月9日），福建福州人。曾任第一汽车制造厂厂长、中国汽车工业总公司总经理、董事长。中共十二届中央候补委员、第七届全国政协常委、第八届全国政协常委。

## 生平
1944年，考入国立西南联合大学机械工程系并于1948年毕业于清华大学机械系，之后进入天津机器厂实习。1948年12月，参加革命，任中国人民解放军天津市军事管制委员会财经接管部工业处干事。1949年6月加入中国共产党。中华人民共和国成立后，任天津汽车制配厂机工部技术员、代主任。1952年调入中央重工业部汽车筹备组，被派遣任中国驻苏联大使馆商务参赞处第一汽车制造厂项目代表，参与苏联援建第一汽车制造厂整体设计实施审批工作。1954年底回国，任一机部汽车工业局工程师，调第一汽车制造厂任发动机车间技术科副科长（工程师）、科长、发动机车间副主任，第一汽车制造厂总厂工艺处主任工程师、总厂副总工程师兼规划室主任。1970年任第一汽车制造厂发动机分厂技术组副组长、分厂生产组副组长、分厂革委会副主任，第一汽车制造厂援助阿尔巴尼亚办公室负责人。1974年任第一汽车制造厂副总工程师兼规划处处长。1974年任第一汽车制造厂革命委员会副主任、副总工程师、党委常委。1979年第一汽车制造厂第一副厂长。1982年1月第一汽车制造厂第四任厂长。1982年5月任国务院直属的中国汽车工业总公司总经理、党组副书记、党组书记。1983年11月按副部长级待遇。1985年4月任中国汽车工业总公司董事长、党组副书记。1986年5月任国家机电轻纺投资公司副总经理，中国汽车工业总公司顾问。2015年，李刚荣获中国汽车工程学会主办的首届中国汽车工业饶斌奖。李刚于2022年2月9日在北京逝世，享年96岁。